# Torre Eiffel (Sucre)
La Torre Sucrense, Torre Eiffel de Sucre o simplemente Torre Eiffel, es una estructura de hierro, emplazada en el corazón del Parque Bolívar de Sucre, la capital de Bolivia. Fue diseñada por el ingeniero Gustave Eiffel, el mismo que diseñó la Torre Eiffel de París; sin embargo, al contrario de lo que muchos piensan, esta torre no es una réplica en miniatura de la torre parisina, ya que son muy diferentes en su diseño; por lo tanto, se puede considerar una obra inspirada en la original, sin llegar a ser una copia digna de la real. 

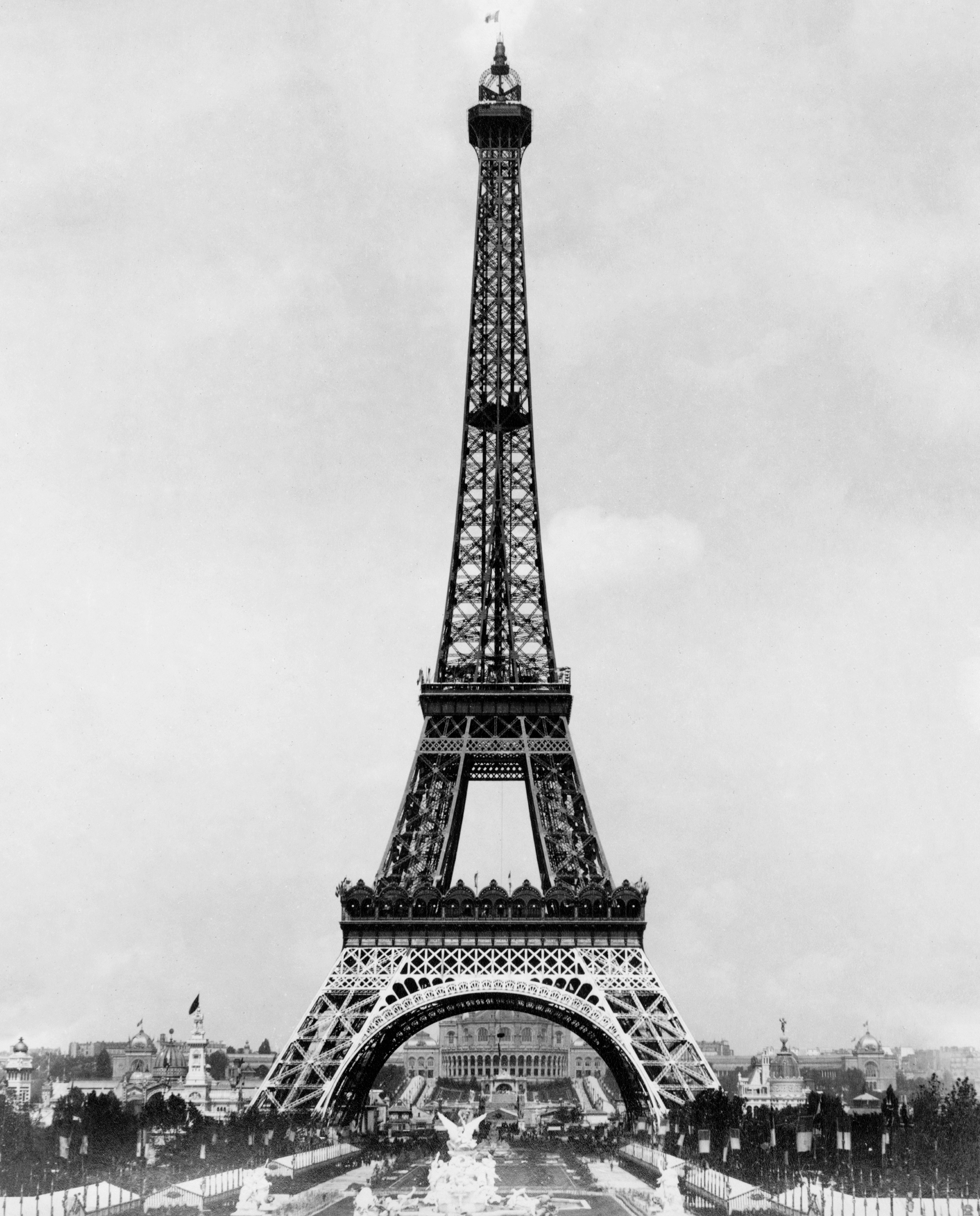
Foto antigua de la Torre Eiffel de París

## Historia
En 1906 las autoridades del Instituto Médico Sucre encargaron al Ingeniero Gustave Eiffel, autor de la torre parisina, la construcción de una réplica. Revisando los documentos en los archivos del Instituto Médico Sucre, se constata que el 3 de diciembre de 1908, la firma Urioste y Cía. de Antofagasta, comunicó el arribo del vapor Naimes con 90 bultos conteniendo las estructuras metálicas y accesorios para el Observatorio de Meteorología.
El Instituto Médico Sucre firmó un contrato con los ingenieros José Federico Martinelli y Federico Hamel quienes se comprometieron armar la torre metálica, hasta el 23 de marzo de 1909, de acuerdo a los planos enviados de Francia. El 28 de mayo de 1909 el Instituto Médico Sucre, presidido por el Dr. Manuel Cuellar, realizó una Sesión de Honor Pública conmemorando el 25 de mayo de 1809, el centenario del Primer Grito de Libertad en Hispanoamérica, posteriormente se invitó a la concurrencia a la inauguración del Observatorio Meteorológico. Entre las personalidades asistentes a estos actos estuvo el Presidente de la República Ismael Montes, ministros de Estado e invitados especiales.
El presidente de la Institución rindió un homenaje póstumo al General Pastor Sainz, quien había realizado sus aportes económicos para la instalación del Observatorio. El Dr. Cuellar manifestó en esa oportunidad: Por su contribución en dinero a esta y otras muchas obras que ha subvencionado a favor de Sucre, esta ciudad lo recordará eternamente. La comitiva oficial y la numerosa concurrencia recorrieron todas las instalaciones del Instituto Médico. El presidente Montes y los ministros subieron a la Torre Eiffel traída de París y que ese día se encontraba lista en el segundo patio para cumplir su función de observatorio meteorológico.
El Servicio de Meteorología, desde luego ha brindado una innegable utilidad a las diversas actividades en el Departamento de Chuquisaca, en 1898 fue creado el Observatorio Meteorológico. El Observatorio fue ensamblado en el segundo patio del edificio del Instituto Médico Sucre (Calle Arzobispo San Alberto n.º 30), para la instalación de los diferentes equipos y aparatos de precisión. La comitiva oficial y la numerosa concurrencia recorrieron todas las instalaciones del Instituto Médico. El Presidente Montes y los Ministros subieron a la Torre Eiffel traída de París y que ese día se encontraba lista en el segundo patio para cumplir su función de observatorio meteorológico.
La Torre Eiffel, durante 16 años, fue utilizada como Observatorio Meteorológico, para estudiar las condiciones climatológicas, régimen de lluvias, vientos etc. En la torre se instalaron los diferentes equipos: termómetros de máxima y mínima, barómetro, higrómetro, psicómetro, pluviómetros, actinómetro, sismógrafo y diferentes aparatos registradores. En este observatorio se estableció, que la Ciudad de Sucre se halla situada a los 19° 2´ 54 de latitud sur y a los 67° 17” de longitud W de Greenwich, a una altitud de 2.844 metros sobre el nivel del mar.
Después de 16 años, el 25 de mayo de 1925, como un homenaje al Primer Centenario de Creación de la República de Bolivia, la Torre Eiffel fue transferida al Comité Pro Parque Centenario de la Alcaldía Municipal de Sucre. Se realizó el trasladó de la estructura metálica, al lugar que actualmente ocupa en el Parque Bolívar de Sucre, donde se destaca por su esbelta figura, motivo de atracción para los turistas y alegre esparcimiento para los niños.
Además de la construcción de la Torre para la ciudad de Sucre, Eiffel construyó para la ciudad de La Paz la estación del ferrocarril, que actualmente se ha convertido en la terminal de autobuses; la construcción la realizó con el material sobrante de la Torre de París, en igual forma construyó un puente y una fábrica.
- Datos: Q16641534